# Чела-Гаријаско (Павија)
Чела-Гаријаско је насеље у Италији у округу Павија, региону Ломбардија.
Према процени из 2011. у насељу је живело 80 становника. Насеље се налази на надморској висини од 291 м.